# 梅根·艾利森
梅根·艾利森（Megan Ellison，1986年1月31日—），是美國電影製片人兼Annapurna Pictures 影業創辦人。
她參予《00:30凌晨密令》、《新宗教大師》等片。

## 家族
梅根·艾利森是億萬富翁、甲骨文公司CEO勞倫斯·埃里森和芭芭拉·布思的女兒。她有一個哥哥，電影製片人大衛·埃里森。她的奶奶是猶太血統，她的祖父是意大利血統。